# 児童福音伝道協会
児童福音伝道協会（じどう ふくいんでんどう きょうかい、英語: Child Evangelism Fellowship、略称：CEF）は、1937年に牧師J・I・オーバーホルツァーによって創設された国際的なキリスト教宣教団体。アメリカ合衆国ミズーリ州ワーレントンに本部を置く。創設目的として、子どもたちへ福音伝道を行い、地域の教会へ参加することを促すことを掲げている。米国をはじめ世界192か国で活動を行い、米国内で733名の正社員、米国とカナダで約4万人のボランティアを抱える。2014年12月の報告書では、これまでにのべ1,990万人の子どもたちに福音を伝えた。

## エルクリバーでの裁判
2007年から2008年にかけて、ミネソタ州エルクリバーの教育委員会が学校開放期間におけるCEFの教材配布を禁止した。これに対しCEFは2009年2月に連邦地方裁判所に提訴し、アン・モンゴメリー判事は「教育委員会の命令がCEFの言論の自由を奪った」と判示した。一方で判事は「もし教育委員会が学校開放期間を見直した場合はCEFの教材配布を制限することができる」とも示し、同年3月に教育委員会が開放期間の見直しを行った。

## 批判
ジャーナリストのキャサリン・スチュアートは2012年の自著において、グッド・ニュース・クラブ（学校で放課後に行われている聖書教室）を批判した。
また、ガーディアンにおいて旧約聖書の第一サムエル記15章のアマレク人を聖絶せよという命令がジェノサイドを正当化するために用いられていると批判した。これに対しCEF会長のリース・カウフマンは以下のように反論を行なっている。
第一サムエル記15章におけるサウルとアマレク人の記述はユダヤ教、カトリック、プロテスタント全ての聖書に記載されている。CEFの目標はこの記述から適切な教育を行うことであり、ジェノサイドを正当化することではない。旧新約聖書に（ローマ人によるイエスの磔刑を含む）数多くの残虐な行為が記載されているのが事実であっても、イエス・キリストによってこの世界にもたらされた新しい契約の下で特定の民族へのジェノサイドを促進することほど非キリスト教的なものはない。CEFとグッド・ニュース・クラブは決して現代において神が特定の誰かに対してジェノサイドを行うように命じるとは教えない。

## 英語版参考文献
- Rusten, E. Michael & Sharon O. (2005). The Complete Book of When and Where. Tyndale House. pp. 434. ISBN 0-8423-5508-1
- Anthony, Michael J. (2007). Perspectives on Children's Spiritual Formation. B&H Publishing Group. pp. 136–158. ISBN 0-8054-4186-7
- Balmer, Randall Herbert (2004). Encyclopedia of Evangelicalism. Baylor University Press. pp. 153. ISBN 1-932792-04-X
- Wrenn, Bruce, Philip Kotler, Norman Shawchuck (2009). Building Strong Congregations: Attracting, Serving, and Developing Your Membership. Autumn House Publishing. pp. 102–104. ISBN 0-8127-0490-8